# 완도

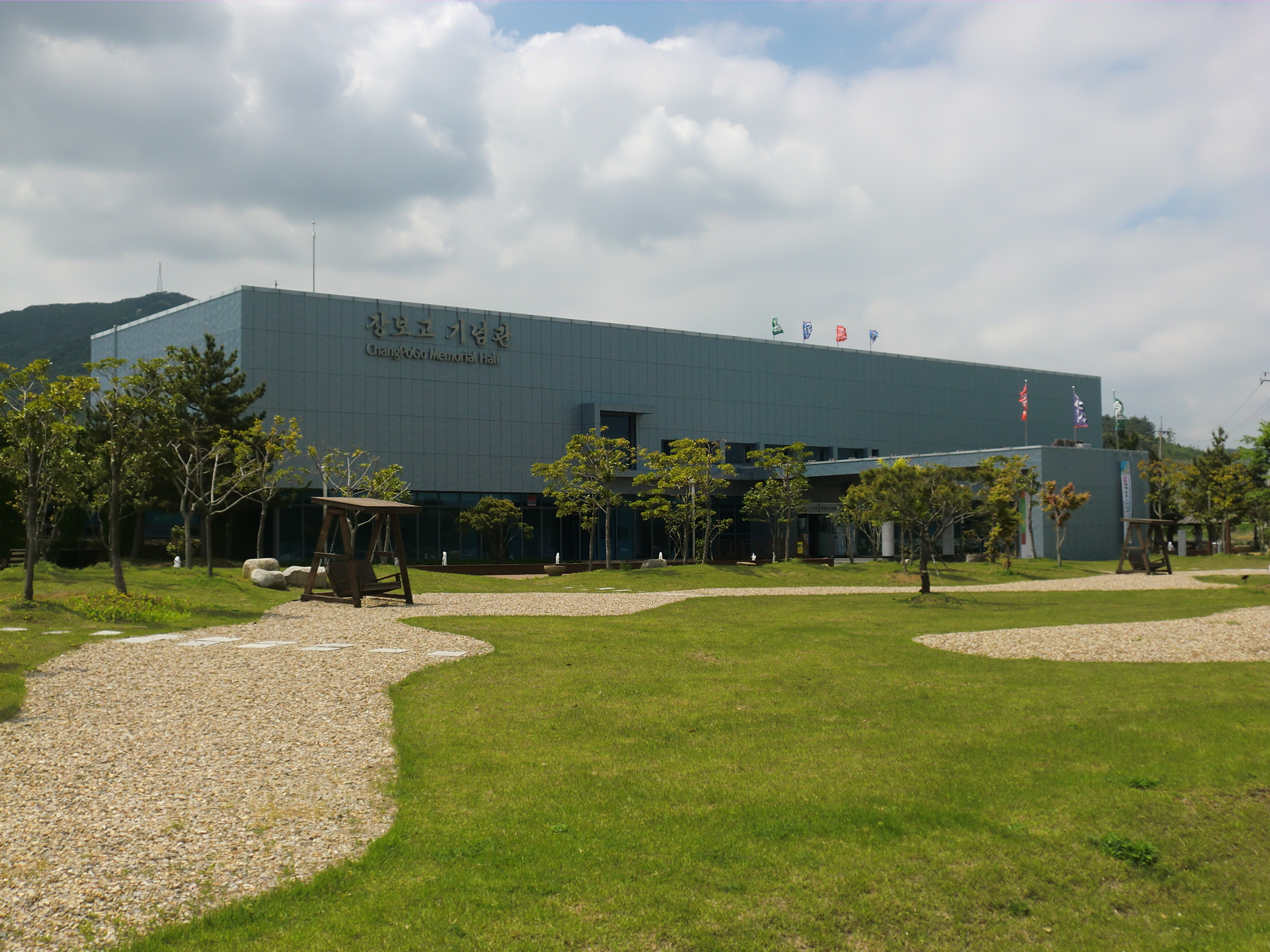
장보고기념관

완도(莞島)는 전라남도 완도군의 본섬으로, 대한민국에서 8번째로 넓은 섬이다. 면적은 90.1 km2이고, 달도(達島)를 징검다리 삼아 2개의 다리(완도대교, 남창교)로 육지인 해남반도와 연결되어 있다.
완도와 달도(達島) 사이의 완도대교는 길이 500 m이고, 육지 초입인 해남군 북평면 남창리(南倉里)부터 완도군청까지의 거리는 약 20 km이다.

## 개요
목포와 제주도 사이의 중요 기항지이며, 신라 시대에는 청해진을 두어 장보고가 서남해안의 해상권을 잡아 해적을 소탕하는 한편 동방 무역의 패권을 잡은 중계 무역항으로서 해로의 요충이었다.
섬의 중심에 북쪽으로부터 숙승봉(452ｍ)·백운봉(600ｍ)·상왕봉(644ｍ)이 줄지어 솟아 있고 해안선을 따라 약간의 평지가 있어 농경지로 이용된다. 도로도 이 평지를 따라 통한다.
섬의 남동부는 육지와 이어진 섬을 포함한 대한민국의 최남단이다.

## 기후
겨울에 해남반도가 북서풍을 막아 주고 위도상 남쪽에 위치하며 난류의 영향으로 기후가 온난하여 남국의 정취를 자아내게 하는 식물경관을 이루고 있다.

## 생태계
희귀한 긴꼬리투구새우가 완도군 군외면에서 많은 수가 목격되었다.

## 생산물
수산업의 중심지로서 어로 및 양식·제염이 성하다. 특히 전복양식이 유명하며, 완도와 노화도, 소안도, 청산도, 보길도 등에서 많이 시행 중이다.

## 행정구역
| 읍·면  | 행정리 | 면 적(km2) |
| 완도읍 | 항동리,동망리,남향리,망남리,당산리,성내리,서성리,남성리,중앙리,주도리,용암리,노두리,개포리,소가용리,대가용리,신기리,죽청리,장좌리,대야리,망석리,석장리,도암리,중도리,사정리,정도리,화개리,부흥리,대구리,대신리 | 54.13      |
| 군외면 | 대창리,영풍리,사후리,불목리,영흥리,고마리,남선리,황진리,교인리,중리,토도리,원동리,달도리,신흥리,망축리,용계리,초평리,대문리,갈문리,삼두리,당인리,흑일리,백일리                                                 | 42.87      |

## 같이 보기
- 청해진
- 한국의 섬